# Miran Burgić
Miran Burgić, slovenski nogometaš, * 25. september 1984, Trbovlje.
Burgić je bil dolgeltni član Gorice. 

## Dosežki

#### ND Gorica
- Slovenska prva nogometna liga: 2003-04, 2004-05, 2005-06
- Slovenski nogometni pokal:

- Drugo mesto: 2004-05

#### Osebni
Prvi strelec Slovenske prve nogometne lige 2005/2006, 24 golov